# 小木通

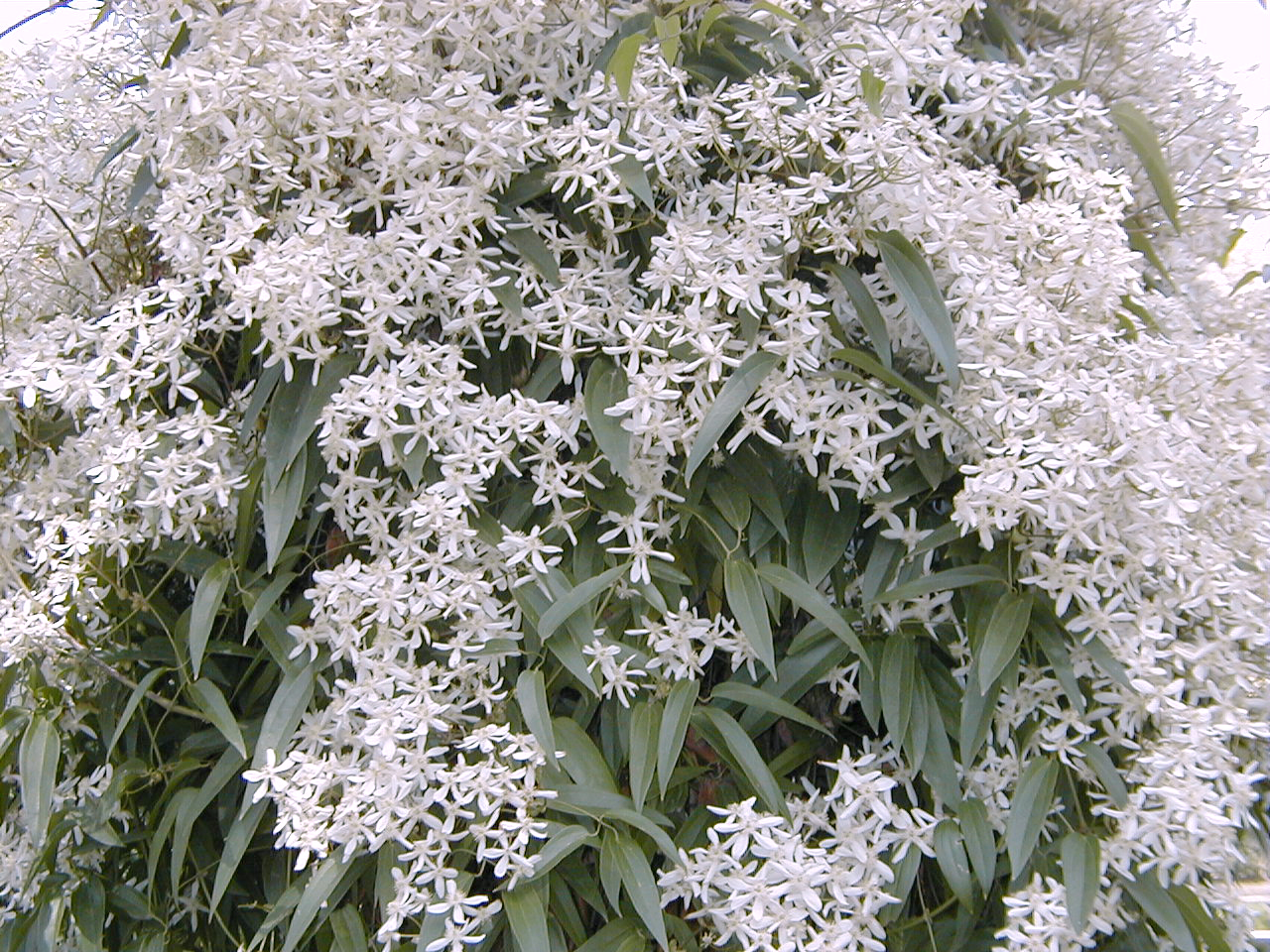
小木通

小木通（學名：Clematis armandii，英文名稱：，別稱木通、大木通、大淮通、川木通、淮木通、淡木通、山木通、花木通、紫木通、白木通、辣木通、大葉木通、三葉木通、野淮通、蓑衣藤、簑衣藤、粗糠藤、黃防已、黃防己、長葉侯培、疏序鐵線蓮、鐵馬鞭、威靈仙及亂根草等，為毛茛科鐵線蓮屬植物。模式標本採自於四川寶興。

## 分佈
本種現分佈於中國大陸、越南及緬甸等國家。中國大陸境內分佈於廣西、廣東、雲南、福建、浙江、貴州、甘肅、湖南、湖北、四川、陝西、江西、西藏等省區，野外喜生於山谷、山坡、林邊、水溝旁或路旁灌叢之中。

## 形態特徵
小木通是一種常綠攀緣狀木質藤本植物，高可達6米。莖圓柱形，具縱條紋，小枝具棱，披白色短柔毛，後漸脫落至無毛，乾後黑褐色或微紅褐色。

### 葉
葉為三出複葉，對生；葉柄基部膨大，具縱條紋，長約4－12厘米，與葉片近等長；小葉卵形、長圓狀卵形、卵狀披針形，革質，先端較尖，基部圓形、心形或寬楔形，兩面均無毛，全緣，基出脈3－5條，於背面隆起，網脈兩面明顯，長約4－16厘米，寬約2－8厘米；小葉柄扭曲，長約2.5－4厘米。

### 花
花為聚傘花序或圓錐狀聚傘花序，頂生或腋生，常與葉近等長或長於葉；腋生的花序基部具有多數宿存芽鱗，芽鱗膜質，卵形、三角狀卵形至長圓形，長約0.8－3.5厘米；花序軸、分枝及花梗均疏披短柔毛；花為兩性花，直徑約2－4厘米；總花梗粗壯，具細縱條紋，披短毛或近無毛，長約3.5－7厘米；花瓣無；花序常為3淺裂，苞片膜質，上部苞片漸小，狹披針形，披鏽色短柔毛，下部苞片近長圓形，長約1.2厘米；萼片4－7枚，長圓形或長橢圓形，大小變異極大，白色偶帶淡紅色，開展，無毛，僅外邊緣密披白色短絨毛，長約1－4厘米，寬約0.3－2厘米；雄蕊多數，無毛，長約7毫米；花絲絲狀；花藥線形，比花絲為長，藥室側向開裂；子房披柔毛；心皮多數；雌蕊披白色長柔毛。

### 果實
果實為瘦果，卵形至橢圓形，扁，中間微凹，邊緣凸出，疏披伸展短柔毛，長約4－7毫米，寬約2毫米；宿存羽毛狀花柱，具白色長柔毛，長約5厘米。

## 用途
本種全草與樟腦及水後煮沸榨汁，可作農藥之用，主治菜青蟲、橋蟲、地老虎、瓢蟲等植物蟲害 。

### 醫藥用途
本種以藤莖入藥，中藥名為川木通，味淡、微苦，性寒，有小毒，歸心、小腸及膀胱經，藥材主產於四川、貴州、甘肅、湖南、湖北、陝西、福建等地，中醫歸類為清熱藥、利水滲濕藥及活血藥，具清熱利尿、消腫、通經下乳等功效，主治小便不利、尿路感染、閉經、乳汁不通、風濕、胃痛、淋証熱痛、下焦濕熱所致的水腫、小兒麻痺後遺症等，外用可治腰腿痛及外傷後的腐肉，小便過多、精滑遺尿、氣弱津傷、腸胃潰瘍者及孕婦禁服。於秋季採收，去皮清除雜質後切片曬乾。本種根部及花入藥，具解熱、止痛等功效，主治喉痹、勞傷等；根部主治跌打癆傷；花主治乳娥 。

## 藥材鑑定
中藥川木通以乾燥的藤莖入藥，於春、秋兩季採挖，清除粗皮泥沙等雜質後曬乾或趁鮮時切片曬乾；本品呈細長圓柱形，畸為扭曲，表面黃褐或黃棕色，具棱線及縱向凹溝，節膨大，具葉痕及側枝痕，直徑3.5－6.5厘米；飲片外皮多已脫落，邊緣並不整齊，殘存皮部黃棕色，木部淺棕色，寬廣，密布小孔，髓部較小，偶有空腔，具黃白色放射狀紋理及裂縫；質地堅硬，不易折斷，氣微無臭，味淡。《中國藥典》將本種植物列為中藥川木通的第一種來源，另與本種同屬的繡球藤（Clematis Montana）同時收錄於《中國藥典》中，定為法定原植物來源種之一；傳統經驗則認為以條粗、斷面黃白色者為佳，容易與中藥關木通的原植物來源東北馬兜鈴（Aristolochia manshuriensis）的藤莖混淆使用；因東北馬兜鈴含馬兜鈴酸類成分，長期大量服用可引致腎小管壞死、慢性或急性腎衰竭及尿道癌等病症，因此2004年香港衛生署已通報停止使用。

## 延伸阅读
[在维基数据编辑]
 《植物名實圖考·小木通》，出自吳其濬《植物名實圖考》

## 外部連結
- 川木通 中藥材圖像數據庫  (香港浸會大學中醫藥學院) （中文）（英文）
- 川木通 Chuan Mu Tong （页面存档备份，存于） 中藥標本數據庫 (香港浸會大學中醫藥學院) （繁體中文）（英文）

- （简体中文）. 中國自然標本館 物種相冊.   [2012-05-01].[]
- （简体中文）. 植物通.   [2012-05-01].
- （简体中文）. 河南野生觀賞植物園.   [2012-05-01].[永久]

 维基共享资源上的相關多媒體資源：小木通
 維基物種上的相關：小木通